# پرچم کلمبیای بزرگ
پرچم بزرگ کلمبیا بر پایه سه رنگ فرانسیسکو دی میراندا بود که به عنوان پرچم ملی اولین جمهوری ونزوئلا بود. طرح کلی پرچم کلمبیا بعدها به عنوان الگوی پرچم‌های کنونی کلمبیا، اکوادور و ونزوئلا بود که به عنوان کشورهای مستقل در فروپاشی کلمبیا در سال ۱۸۳۱ ظاهر شدند.

## پرچم‌ها

اولین پرچم بزرگ کلمبیا، ۱۸۱۹–۱۸۲۰. نسبت‌های راه راه ۲:۱:۱
پرچم دوم کلمبیا ۱۸۲۰–۱۸۲۱. نسبت‌های راه راه ۲:۱:۱
سومین پرچم کلمبیا ۱۸۲۱–۱۸۳۰. نسبت‌های راه راه ۱:۱:۱
پیشنهاد چهارمین پرچم کلمبیا بزرگ ۱۸۲۲.